# Balantiocheilos
Balantiocheilos is een geslacht van straalvinnige vissen uit de familie van eigenlijke karpers (Cyprinidae).

## Soorten
- Balantiocheilos ambusticauda Ng & Kottelat, 2007
- Balantiocheilos melanopterus (Bleeker, 1850)